# Relaciones España-Nicaragua
Las relaciones España-Nicaragua son las relaciones exteriores entre el Reino de España y la República de Nicaragua. Ambos países son miembros de pleno derecho de la ABINIA, la ASALE, la CEPAL, el CERLALC, la COMJIB, la COPANT, la FELABAN, la Fundación EU-LAC, el IICA, el OIJ, la OISS, la OEI, la ONU y la SEGIB. También comparten su pertenencia al sistema de Cumbres Iberoamericanas.

## Comparación de país
| Nombre oficial        | España | Nicaragua |
| Nombre nativo         | Reino de España | República de Nicaragua |
| --------------------- | --- | --- |
| Bandera               | | |
| Escudo de armas       | | |
| Población             | 47 450 795 hab. | 6 595 674 hab. |
| Área                  | 505 944 km² | 130 373 km² |
| Densidad de población | 95.16 hab./km² | 54.97 hab./km² |
| Huso horario          | CET (UTC+1) CEST (UTC+1) | Central: UTC-6 |
| Capital               | Madrid | Managua |
| Ciudad más grande     | Madrid @– 3 334 730 | Managua @– 1 055 247 |
| Establecido           | Unión dinástica Monarquía Hispánica Soberano único Casa de Austria Estado absolutista Nueva Planta Estado liberal Constitución de 1812 Democracia Constitución de 1931 Democracia actual Constitución de 1978 | del Imperio Español 15 de septiembre de 1821 del Imperio Mexicano 1 de julio de 1823 de la República Federal de Centro América 30 de abril de 1838 |
| Gobierno              | Monarquía constitucional parlamentaria unitaria | República constitucional presidencial unitaria |
| Primer Dirigente      | Reyes Católicos | Fruto Chamorro Pérez |
| Jefe de estado        | Rey: Felipe VI | Presidente: Daniel Ortega |
| Jefe de gobierno      | Presidente del Gobierno: Pedro Sánchez | Vicepresidente: Rosario Murillo |
| Legislatura           | Cortes Generales | Asamblea nacional |
| Idioma oficial        | Español | Español |
| PIB (nominal)         | $1,45 billones de USD ($31,178 USD per cápita) | $13,946 millones de USD ($2,147 per cápita) |

## Historia

### Colonización española

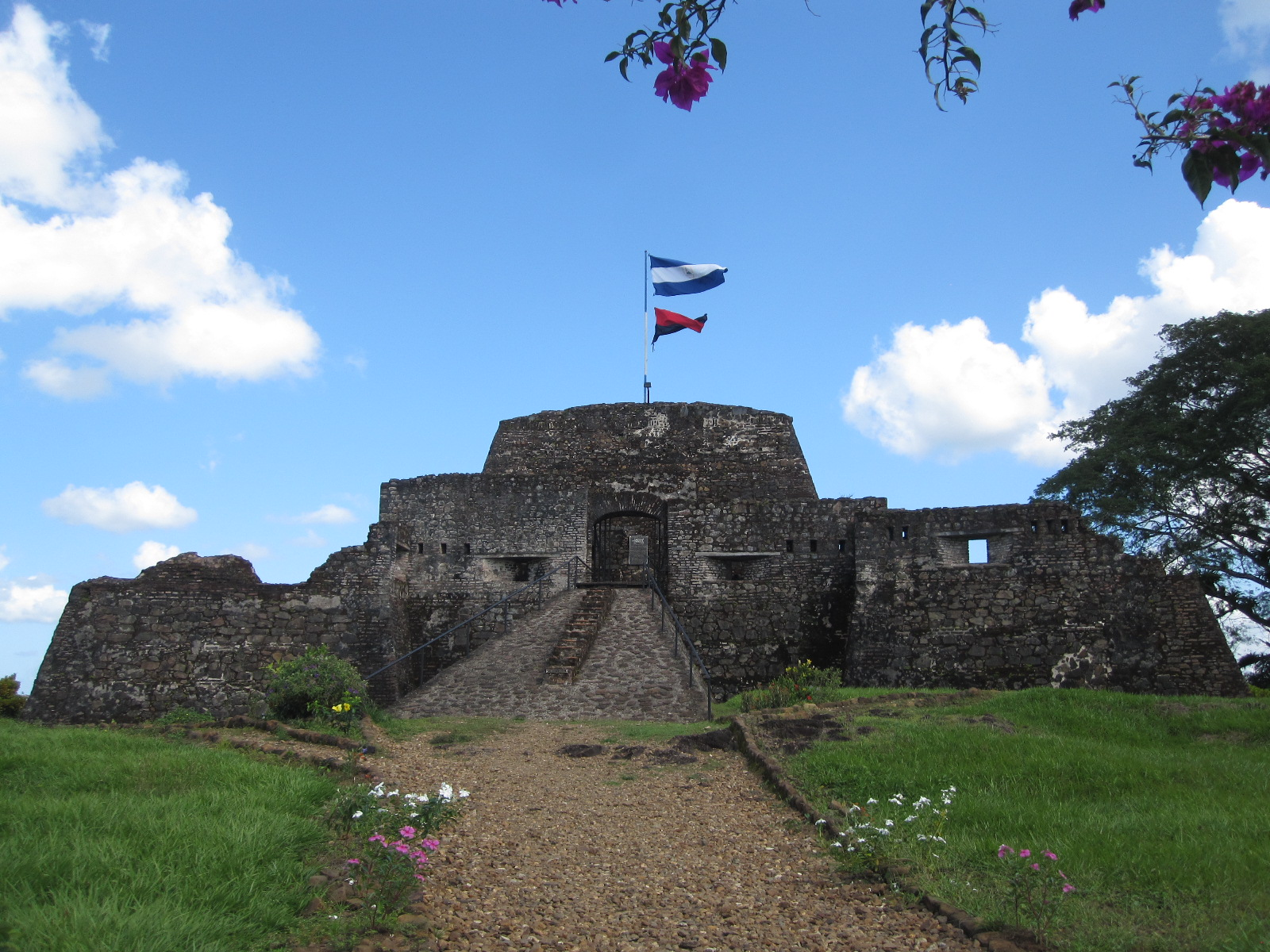
El Castillo de la Inmaculada Concepción construido en 1673 en El Castillo, Nicaragua.

En septiembre de 1502, el explorador Cristóbal Colón llegó al este de Nicaragua en su cuarto viaje a las Américas. En 1522, el conquistador español Gil González Dávila llegó a Nicaragua y reclamó el territorio para España. Gil González Dávila nombró el territorio después de un jefe llamado Nicarao y la palabra agua. En 1524, el conquistador español Francisco Hernández de Córdoba fundó los primeros asentamientos españoles de Granada y en León.
Como resultado de la invasión española, la población nativa cayó drásticamente. En tres décadas, una población nativa estimada de un millón se desplomó a unas pocas decenas de miles, ya que aproximadamente la mitad de los nativos murieron de enfermedades contagiosas originarias de Europa, y la mayoría del resto fueron obligados a trabajar en trabajos forzados en otras colonias españolas.
El territorio de Nicaragua pronto se convirtió oficialmente en parte del Imperio español bajo el Virrey de Nueva España con sede en la Ciudad de México y administrado por la Capitanía General de Guatemala en Santiago de Guatemala.

### Independencia
En 1808, José I Bonaparte se instaló como Rey de España y varias colonias de Hispanoamérica comenzaron a declarar su independencia de España. Como Nicaragua y la mayoría de las naciones centroamericanas estaban gobernadas por la Ciudad de México; Nueva España declaró su independencia de España en 1810. En 1821, el Plan de Iguala declaró a México como una monarquía constitucional. Nicaragua declaró su propia independencia de España el 15 de septiembre de 1821 y decidió unirse al Imperio Mexicano bajo el Emperador Agustín de Iturbide.
En marzo de 1823, Iturbide renunció como Emperador y México se convirtió en una república. Nicaragua decidió separarse de México el 1 de julio de 1823. Nicaragua, junto con Costa Rica, El Salvador, Guatemala y Honduras formaron la República de América Central. En 1839, la Federación Centroamericana se disolvió y Nicaragua se convirtió en una nación independiente.

### Post-Independencia

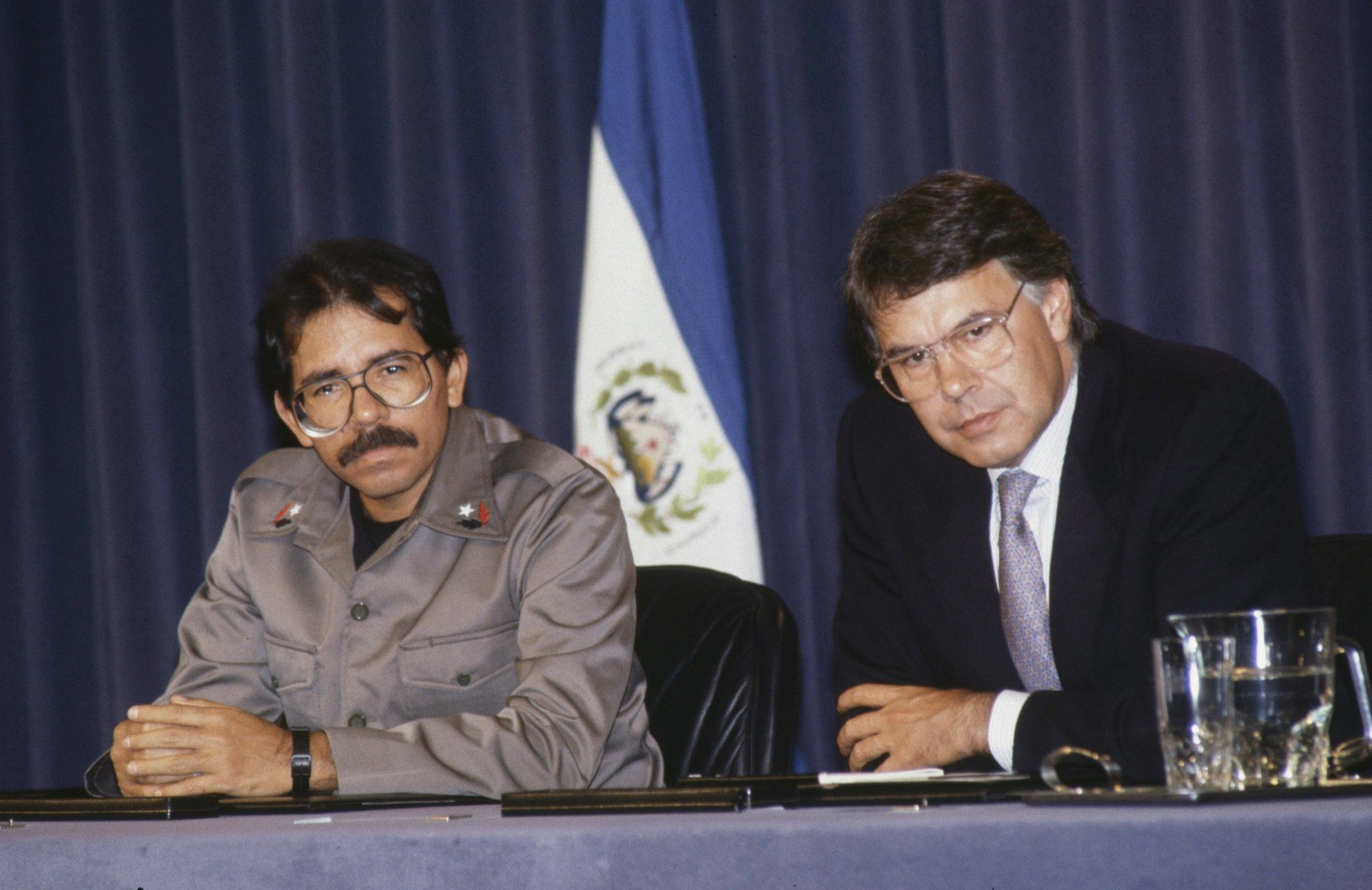
El Presidente de Nicaragua Daniel Ortega y el presidente del Gobierno de España Felipe González fotografiados durante una rueda de prensa en La Moncloa en 1989.

El 20 de marzo de 1851, España y Nicaragua establecieron oficialmente relaciones diplomáticas y firmaron un Tratado de Paz y Amistad. Durante la guerra civil española, Nicaragua reconoció oficialmente al gobierno de Francisco Franco.
Durante la Revolución Sandinista, España mantuvo relaciones diplomáticas con la Junta de Gobierno de Reconstrucción Nacional que fue dirigida por Daniel Ortega. Como condición para las relaciones, Nicaragua prometió que el grupo nacionalista vasca, ETA, no podría operar en suelo nicaragüense a pesar de que apoyaran abiertamente a Sandinistas.
En abril de 1991, los reyes españoles, Juan Carlos I y Sofía de Grecia, realizaron su primera y única visita a Nicaragua para celebrar el final de la Revolución Sandinista. Durante su visita, se reunió con la Presidenta nicaragüense Violeta Chamorro.
Varios países latinoamericanos, entre ellos Nicaragua, han sido acusados de refugiar a miembros de la organización terrorista ETA buscados en España y Francia, siendo Canadá y Estados Unidos los únicos países americanos que clasificaron esta organización como grupo terrorista.
España y Nicaragua mantuvieron una interlocución estable y permanente al más alto nivel. España siguió apoyando de forma decidida el proceso de integración centroamericano y ha apoyó la firma del Acuerdo de Asociación UE-CA. Nicaragua es un país prioritario en la cooperación española al desarrollo, y se sitúa en la actualidad como uno de los principales receptores de esta. Por otra parte, España mantiene un activo papel en el ámbito cultural, con el apoyo constante a las principales manifestaciones culturales de Nicaragua.
En 2022, el Gobierno nicaragüense de Daniel Ortega retiró a su embajador en España. Asimismo, en 2023, España ofreció la nacionalidad a 94 opositores a los que se la ha quitado el gobierno de Ortega.

## Cooperación
Nicaragua es un país prioritario para la Agencia Española de Cooperación Internacional para el Desarrollo (AECID) ocupando en la actualidad el tercer lugar como receptor de la cooperación española al desarrollo. La actuación de la AECID en Nicaragua tiene su marco de referencia en el Acuerdo Básico de Cooperación Científica y Técnica del 20 de diciembre de 1974, y en su Convenio Complementario del 26 de abril de 1989. Los distintos programas de cooperación se han ido concretando de acuerdo al Acta de la VII Reunión de la Comisión Mixta Hispano-Nicaragüense de Cooperación, del 2 de agosto de 2007. Además, Nicaragua cuenta con un Centro Cultural de España en Managua.

## Relación de tratados firmados
En la actualidad existen 22 Tratados en vigor negociados y firmados entre Nicaragua y España. Por su relevancia, merecen citarse los siguientes:
- Convenio de doble nacionalidad. (25 de julio de 1961).
- Canje de Notas sobre supresión de visados (16 de febrero de 1962).
- Convenio Básico de Cooperación Técnica (2 de enero de 1975).
- Acuerdo Complementario General de Cooperación del Convenio Básico de Cooperación Científico-Técnica (Madrid, 26 de abril de 1989).
- Convenio de Cooperación cultural, educativa y científica (19 de abril de 1991).
- Acuerdo sobre transporte aéreo (Madrid, 24 de julio de 1992).
- Acuerdo para la Promoción y Protección Recíproca de Inversiones (Managua, 16 de marzo de 1994).
- Convenio para el cumplimiento de condenas penales (18 de febrero de 1995).
- Protocolo adicional que modifica el Convenio de doble nacionalidad de 25 de julio de 1961, hecho en Managua el 12 de noviembre de 1997.
- Tratado de Extradición (Managua, 12 de noviembre de 1977).
- Acuerdo sobre el libre ejercicio de actividades remuneradas para familiares dependientes del personal diplomático, consular, administrativo y técnico de Misiones Diplomáticas y Oficinas Consulares, hecho en Madrid el 3 de abril de 2002.
- Acuerdo sobre cooperación en materia de prevención del consumo y control del tráfico ilícito de estupefacientes y sustancias psicotrópicas.
- Acuerdo sobre homologación y canje de permisos de conducción. En vigor desde julio de 2012.

## Comercio

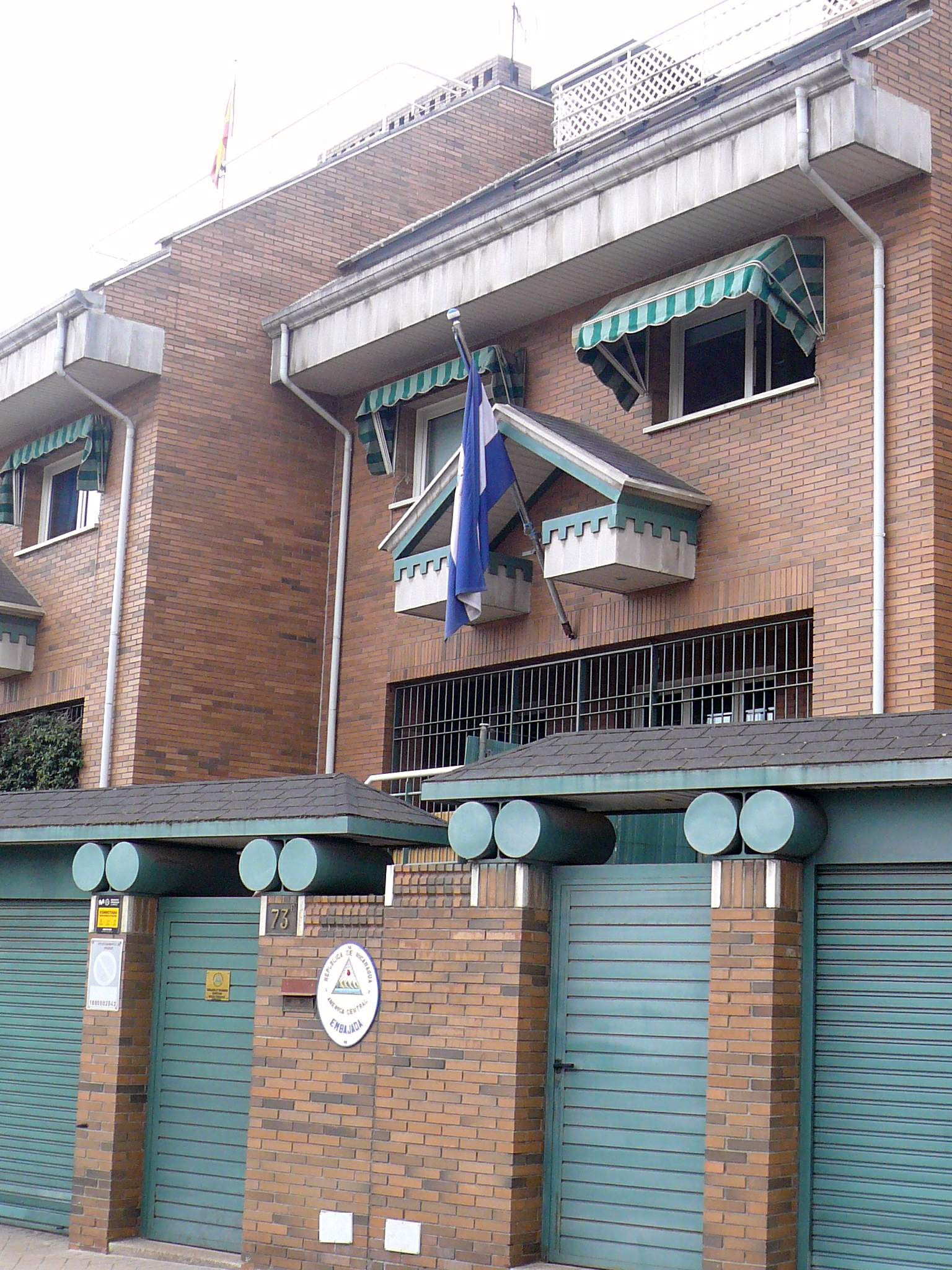
Embajada de Nicaragua en Madrid

En 2017, el comercio entre España y Nicaragua ascendió a €71.5 millones de euros. Las principales exportaciones de España a Nicaragua incluyen: maquinaria, productos farmacéuticos, equipos electrónicos, ropa y alimentos. Las principales exportaciones de Nicaragua a España incluyen: pescado, crustáceos y mejillones. Empresas multinacionales españolas como Mapfre y Zara operan en Nicaragua.

## Misiones diplomáticas residentes
- España tiene una embajada en Managua.[18]
- Nicaragua tiene una embajada en Madrid.